# Dia International de l'Os Polar
El Dia Internacional de l'Os Polar és un esdeveniment anual que se celebra cada 27 de febrer per conscienciar sobre l'estat de conservació de l'os polar.
L'entitat Polar Bears International organitza El Dia Internacional de l'Os Polar per conscienciar sobre l'impacte de l'escalfament global i la reducció de la capa de gel marí a l'Àrtic sobre les poblacions d'ossos polars. La diada pretén animar a la gent a trobar maneres de reduir la seva producció de carboni, com ara baixant el termòstat o conduint menys. El dia també s'ha aprofitat per fomentar la instal·lació d'aïllants eficients energeticament a les cases.
L'os polar està catalogat com un animal vulnerable a la Llista Vermella d'espècies amenaçades de la UICN. Només en queden entre 20.000 i 25.000 exemplars en tot el món. El canvi climàtic té un impacte significatiu sobre el seu hàbitat i les previsions apunten que amb pocs anys el gel de la banquisa àrtica es pot fondre permanentment i l'os polar podria extingir-se a causa de l'escalfament de la zona. Models existents prediuen una disminució global de l'abundància d'os polar d'entre un i dos terços a finals de segle.
Molts zoològics utilitzen el dia per educar sobre la conservació de l'os polar i per fomentar la visita a les exposicions de l'os polar. També va tenir un cert impacte polític. Jack Shapiro, gerent adjunt de la campanya climàtica del president nord-americà Barack Obama, va aprofitar el dia per argumentar sobre la necessitat d'actuar al Congrés dels Estats Units sobre la qüestió del canvi climàtic. La Universitat de Saskatchewan (Canadà) va anunciar el 2014 que augmentaria els termòstats dos graus centígrads a l'estiu i els baixava dos graus a l'hivern per celebrar el Dia Internacional de l'Os Polar. S'espera que la decisió redueixi les emissions de carboni de la universitat en dues mil tones i estalviï la universitat més de dos-cents mil dòlars a l'any.